# Real (film, 2017)
Pour les articles homonymes, voir Real.
Pour plus de détails, voir Fiche technique et Distribution.
Real (리얼) est un film sud-coréen réalisé par Lee Love, sorti en 2017.

## Synopsis
Un criminel monte un casino mais est confronté à la menace d'un double. Il décide alors d'aller chercher de l'aide auprès du Dr. Choi Jin-ki.

## Fiche technique
- Titre : Real
- Titre original : 리얼
- Réalisation : Lee Love
- Scénario : Lee Jung-sub et Park Myeong-chan d'après le webtoon de Huh Young-man
- Musique : Lee Jaejin
- Photographie : Kim Jungwon
- Montage : Kim Changju
- Production : Park Ah-hyeong, Kim Mi-hye, Lee Jung-suk, Lorne Orleans et Park Myeong-chan
- Société de production : Alibaba Pictures Group, CJ Entertainment, Cove Pictures, Global Road Entertainment, Idea Bridge Asset Management, Paradise Group, InfinityOne Comics Entertainment et TMS Entertainment
- Société de distribution : Le Pacte (France)
- Pays :  Corée du Sud et  Chine
- Genre : Action
- Durée : 137 minutes
- Dates de sortie : 
  -  Corée du Sud : 28 juin 2017

## Distribution
- Kim Soo-hyun : Jang Tae-young
- Sung Dong-il : Jo Won-geun
- Lee Sung-min : Choi Jin-gi
- Sulli : Song Yoo-hwa
- Jo Woo-jin : Sa Do-jin
- Kim Hong-pa : Choi Nak-hyun
- Jeong In-gyeom : le professeur Kim
- Choi Kwon : la manager général Baek
- Han Ji-eun : Han Ye-won
- Kim Eun Ah : Jin

## Box-office
Le film a obtenu 4,7 millions de NT$ au box-office de Taïwan.